# Melinda Kinnaman
Melinda Rosalie Kinnaman (9 de noviembre de 1971) es una actriz sueca-estadounidense, más conocida por haber interpretado a Saga en la película Mitt liv som hund.

## Biografía
Es hija del estadounidense Steve Kinnaman (originalmente llamado David Kinnaman) y de Dee Kinnaman. Tiene cinco medios hermanos, el actor Joel Kinnaman, Sandra Kinnaman, la actriz Leyla Belle Drake, Amelia Drake y una hermana más.
Melinda habla con fluidez sueco e inglés.
Kinnaman tiene doble nacionalidad, sueca y estadounidense.
Sale con el coreógrafo Tilman O'Donnell.

## Carrera
En 1985 obtuvo su primer papel en el cine cuando interpretó a la joven boxeadora Saga en la película Mitt liv som hund (en español: "Mi vida como un perro").
En 1991 se unió al "Theatre Academy" de donde se graduó en 1994. En 1999 dio vida a la madre de Jesús, María de joven, en la película Mary, Mother of Jesus.
En 2002 interpretó a la impulsiva Minoo en la película Hus i helvete. En 2004 prestó su voz para la versión sueca del personaje de Zita en la película de fantasía Strings.
En septiembre de 2015 se unió al elenco principal de la serie Modus, donde interpreta a la psicóloga criminal y perfiladora Inger Johanne Vik.

## Filmografía

### Series de televisión
| Año             | Título                 | Personaje               | Notas                     |
| --------------- | ---------------------- | ----------------------- | ------------------------- |
| 2015 - presente | Modus                  | Psic. Inger Johanne Vik | 9 episodios               |
| 2015            | Bron/Broen             | Anna                    | 4 episodios               |
| 2008            | Häxdansen              | Nadja                   | 6 episodios - miniserie   |
| 2006            | Klovn                  | Melinda                 | episodio "Hejsan Sverige" |
| 2004 - 2006     | Ørnen: En krimi-odyssé | Frida Evander           | 8 episodios               |
| 2003            | Mannen som log         | Kristina Harderberg     | 2 episodios - miniserie   |
| 1995 - 1997     | Radioskugga            | Vanja                   | 3 episodios               |
| 1989            | Vildanden              | Hedvig Ekdahl           | 3 episodios - miniserie   |

### Películas
| Año  | Título                    | Personaje            | Notas |
| ---- | ------------------------- | -------------------- | --- |
| 2021 | La estrella de los simios | Gerd                 | junto a Pernilla August y Rebecca Gerstmann                                                                      |
| 2012 | Odjuret                   | Mariana Hermansson   | junto a Ola Rapace, Philomène Grandin, Peter Dalle, Bengt Braskered, David Dencik y Carl Ingemarsson Stjernlöf   |
| 2004 | Strings                   | Zita (versión sueca) | junto a Marina Bouras, Pernille Højmark, Paul Hüttel, Jonas Karlsson, Jesper Langberg y Henning Moritzen         |
| 2002 | Hus i helvete             | Minoo                | junto a Ola Rapace, Meliz Karlge, Hassan Brijany, Caroline Rauf, Bibbi Azizi, Omid Mottaghi y Dennis Önder       |
| 1999 | Mary, Mother of Jesus     | María (de joven)     | junto a Christian Bale, Pernilla August, David Threlfall, John Shrapnel, Edward Hardwicke y Geraldine Chaplin    |
| 1985 | Mitt liv som hund         | Saga                 | junto a Anton Glanzelius, Tomas von Brömssen, Anki Lidén, Kicki Rundgren, Lennart Hjulström y Ing-Marie Carlsson |

### Narradora
| Año  | Título                        | Notas      |
| ---- | ----------------------------- | ---------- |
| 2000 | Las luces me guardan compañía | documental |

### Documentales
| Año  | Título         | Personaje             | Notas                                                                     |
| ---- | -------------- | --------------------- | ------------------------------------------------------------------------- |
| 1996 | I rollerna tre | Actriz en "Iphigenia" | junto a Harriet Andersson, Gunnel Lindblom, Bibi Andersson y Sven Wollter |

### Teatro
| Año         | Obra                                      | Personaje (es) | Director (a)      | Teatro                 | Notas                                                    |
| ----------- | ----------------------------------------- | -------------- | ----------------- | ---------------------- | -------------------------------------------------------- |
| 2015        | Idioten                                   | Adelaida       | Mattias Andersson | -                      | junto a Marie Richardson y Björn Bengtsson               |
| 2012        | Jag vill inte dö, jag vill bara inte leva | -              | Sunil Munshi      | -                      | -                                                        |
| 2012        | Spöksonaten                               | Fröken         | Mats Ek           | -                      | junto a Stina Ekblad, Gunnel Fred y Staffan Göthe        |
| 2011        | Duett för en                              | Mujer          | Björn Melander    | Royal Dramatic Theatre | junto a Reine Brynolfsson                                |
| 2008        | Steel Magnolias                           | -              | -                 | Vasateatern            | -                                                        |
| 2008        | House of Bernarda                         | -              | -                 | Royal Dramatic Theatre | -                                                        |
| 2005 - 2007 | Havfruen                                  | -              | -                 | -                      | -                                                        |
| 2004        | The Merchant of Venice                    | -              | -                 | Royal Dramatic Theatre | -                                                        |
| 2002        | Romeo and Juliet                          | Julia          | -                 | Dramaten Theatre       | -                                                        |
| 1998        | Personkrets 3:1                           | Sanna          | Lars Norén        | Royal Dramatic Theatre | junto a Shanti Roney, Michael Nyqvist y Göran Ragnerstam |

## Premios y nominaciones
| Año  | Categoría                            | Premio        | Películas         | Resultado |
| ---- | ------------------------------------ | ------------- | ----------------- | --------- |
| 1988 | Best Young Actress in a Foreign Film | Special Award | Mitt liv som hund | Ganadora  |